# 蕭匹敵
蕭匹敵（しょう ひつてき）は、遼（契丹）の政治家・軍人。またの名は昌裔。字は蘇隠。

## 生涯
蕭恒徳の子として生まれた。母は趙国公主耶律延寿女（景宗の三女）と考えられる。生まれて1月も経たないうちに両親が相次いで死去し、後宮で育てられた。成長すると、韓国長公主（秦晋王耶律隆慶の長女、聖宗の姪）を妻に迎え、駙馬都尉に任じられ、殿前副点検となった。開泰8年（1019年）、北面林牙に転じた。太平4年（1024年）、殿前都点検となり、国舅詳穏として出向した。太平9年（1029年）に東京遼陽府で大延琳が反乱を起こすと、蕭匹敵は南京留守の蕭孝穆とともに乱の鎮圧にあたった。遼陽府の城の外に重ねて城壁を築き、包囲すること数カ月、敵将の楊詳世が内応してきて大延琳が捕らえられ、乱が平定されると、その功績により蘭陵郡王に封じられた。
太平11年（1031年）に聖宗が病に倒れると、蕭匹敵は仁徳蕭皇后と親しかったことから、仁徳皇后と険悪だった欽哀蕭皇后に憎まれた。欽哀皇后は護衛の馮家奴に蕭匹敵と蕭浞卜（仁徳皇后の弟）が反乱を計画していると誣告させた。これを聞きつけた韓国長公主から女直に亡命するように勧められたが、蕭匹敵は「朝廷がどうして流言飛語をもとに忠良を害したりするものか。死んだとしても他国に行くことはない」と言って拒絶した。聖宗が崩じて欽哀皇太后が興宗の摂政となると、殺害された。

## 伝記資料
- 『遼史』巻88 列伝第18